# Archactinoposthia pelophila
Archactinoposthia pelophila är en plattmaskart som beskrevs av Jürgen Dörjes 1968. Archactinoposthia pelophila ingår i släktet Archactinoposthia och familjen Actinoposthiidae. Inga underarter finns listade i Catalogue of Life.